# Oscar Román Acosta
Oscar Román Acosta (Rosário, 3 de março de 1965) é um ex-futebolista profissional argentino que atuava como meia.

## Carreira
Oscar Román Acosta se profissionalizou no Ferro Carril Oeste.

## Seleção
Oscar Román Acosta integrou a Seleção Argentina de Futebol na Copa América de 1987.

## Títulos

### Clube
Ferro Carril Oeste
- - Primera División Argentina (2): 1982, 1984

Universidad de Chile
- - Primera División de Chile (1): 1995